# Бояджи, Сюмейе
Сюмейе Бояджи (тур. Sümeyye Boyacı, род. 5 февраля 2003) — турецкая пловчиха-паралимпиец.

## Биография
Родилась 5 февраля 2003 года в Эскишехире. Родилась с дисплозией тазобедренного сустава и без рук.
Училась в родном городе в специальной школе, там научилась писать ногами.

### Рисование
В возрасте четырёх с половиной лет научилась рисовать ногами. Нарисовала иллюстрацию к произведению Александра Пушкина «Сказка о рыбаке и рыбке». Этот рисунок брал с собой премьер-министр Турции Абдулла Гюль во время своего визита в Россию. В апреле 2009 года нарисованные акварелью рисунки Бояджи выставлялись на персональной выставке столице России городе Москве. В 2010 году один из рисунков Бояджи был подарен супруге президента России Дмитрия Медведева Светлане Медведевой. В 2014 году рисунки Бояджи на выставки Эскишехире
.

## Плавание
Плавание привлекло внимание Бояджи когда она увидела, как рыбы плавают, не имея рук. В 2008 году начала заниматься плаванием. С 2012 года её тренирует Мехмет Байрак.
В 2016 году Бояджи дебютировала на международном уровне как профессионал. В июне она приняла участие в Международном Чемпионате в Берлине. В том же году она прошла квалификация в Паралимпийскую сборную и приняла участие в Паралимпийских играх, но не завоевала медалей. В 2017 году участвовала в Европейском молодёжном чемпионате в Италии и завоевала бронзовую медаль. В 2019 году на проходившем в Лондоне Чемпионате по плаванию среди паралимпийцев завоевала серебряную медаль.